# せめて今夜だけは
せめて今夜だけは（せめてこんやだけは）は、RKB毎日放送で放送されていた深夜番組。2001年4月から1年間、日曜深夜枠で放送されていた。
ピエトロの一社提供。

## 概要
福岡県出身の芸能リポーター・井上公造と、福岡吉本所属のタレント・高田課長のトークによる「危険な芸能裏話」をメインに、企画コーナーを織り交ぜた30分番組。福岡市内のカフェや、RKBのスタジオの端などで収録していた。
井上の芸能裏話は、時として放送することが不適当な内容のものや、明らかなデマまで含まれることがあった。その部分を高田が引き出そうとする駆け引きもまた番組の見所のひとつだった。
番組では話がのぼる有名人の顔写真は使わず、端に座る一言も喋らないイラストレーターがその場で似顔絵を書いていた。ちなみに似顔絵を描くイラストレーターは途中で替わっており、2代目の人は初代の人に比べて若干切り絵じみたタッチの絵を描いていた。
エンディングコーナーでは、二人がサルの人形を持ち、井上が高田に危ない芸能話を耳打ちする「さるトーク」が行われていた。
なお、この番組の柱であった芸能情報については、終了後は夕方のワイド番組に舞台を移し、井上以外のメンバーも加えて続いている。

## エピソード
- 番組放送開始から、レギュラー出演者は高田と井上のみで、カメラに映るのは「一言も喋らないイラストレーター」を含む3人だけだったが、後に梨元勝が番組に乱入するケースが数回あった。2001年暮れに放送された1時間スペシャルにも出演している。
- 高田と三村マサカズ（さまぁ〜ず）が似ていることから、東京にいる三村を訪ねたり、高田が三村になりすまして、何食わぬ顔で楽屋に入り、後輩芸人を騙すドッキリ企画も放送された。

## 出演者
- 高田課長
- 井上公造
- 横澤彪
- 山口智充（最終回）